# Ружа Лазарова
Ружа Лазарова е българска и френска писателка и журналистка.

## Биография
Ружа Лазарова е родена през 1968 г. в София. Завършила е 9 френска езикова гимназия „Алфонс дьо Ламартин“ в София и специалност „Френска филология“ в Софийския университет, както и политически науки в Париж. От 1991 г. живее и работи в Париж, където публикува произведенията си на френски език.
Първите си разкази публикува през 1980-те години в сп. „Родна реч“, „Студентска трибуна“ и „Пулс“.
През годините е била журналист на свободна практика за френски и български издания и кореспондент на Би Би Си.
Нейни статии са отличени с „Палмарес на специализираната преса“ през 2006 и 2009 година.

## Творчество
Книги на френски език
- Sur le bout de la langue (На върха на езика). 00h00, 1998
- Cœurs Croisés. Flammarion, 2000
- Frein (Спирачки). Balland, 2004
- Mausolée. Flammarion, 2009
- Le Muscle du Silence. Intervalles, 2012

В превод на български език
- Кръстосани сърца. Пан, 2003 – издаден и като „Coeurs croisées“
- Мавзолей. Сиела, 2009 – издаден и като „Mausolee“
- Органът на мълчанието. Сиела, 2012 – издаден и като „La muscle du silence“
- Дълбоко в деколтето. Сиела, 2014